# Favites paraflexuosus
Espèce
Favites paraflexuosus est une espèce de coraux appartenant à la famille des Merulinidae.
Elle est aussi connue en anglais sous le nom de larger star coral (en français : grande étoile de corail).

## Description et caractéristiques
Cette espèce est présente dans la mer rouge, le golfe d'Aden, l'Afrique de l'Est, Madagascar (pas dans la partie sud-ouest), aux Seychelles, à l'île Maurice, aux Maldives, dans l'archipel des Chagos, à la pointe sud-ouest de l'Inde,  en Asie du Sud-Ouest, au Viêt Nam, au sud du Japon, au nord-ouest de l'Australie, en Papouasie-Nouvelle-Guinée, dans les îles Salomon et aux îles Fiji.

## Habitat et répartition
Cette espèce est présente dans des récifs peu profonds. Elle se trouve dans la zone de pré-pente et dans les lagunes jusqu'à une profondeur maximale de 20 mètres.